# Nils Muižnieks

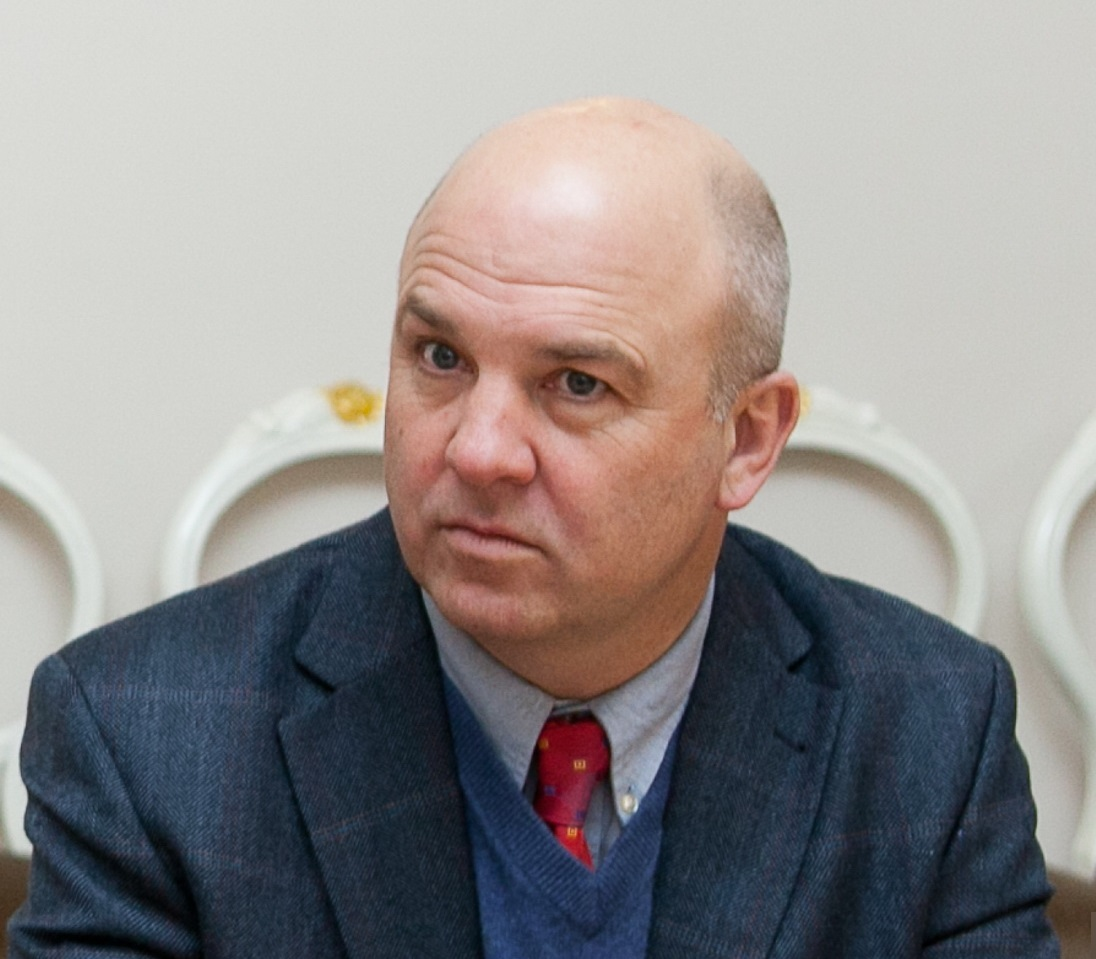
Nils Muižnieks en 2012.

Nils Muižnieks es un político y experto en derechos humanos letón nacido el 31 de enero de 1964 en Los Ángeles, California (Estados Unidos).

## Formación
Aunque de nacionalidad letona, Muižnieks se educó en su país natal, donde se doctoró en Ciencias Políticas por la Universidad de Berkeley. Además de sus dos lenguas maternas, inglés y letón, habla también ruso y francés.

## Trayectoria
Fue director del Centro Letón para los Derechos Humanos y Estudios Étnicos (hoy, Centro Letón de Derechos Humanos) entre 1994 y 2002. Posteriormente fue ministro en el gobierno de su país entre 2002 y 2004, gestionando la cartera dedicada a integración social, lucha contra la discriminación, derechos de las minorías y desarrollo de la sociedad civil. Entre 2005 y 2012 ocupó el cargo de director del Instituto de Investigación Avanzada Sociopolítica de la Facultad de Ciencias Sociales de la Universidad de Letonia, ubicado en Riga. Simultáneamente, entre 2010 y 2012, fue presidente de la Comisión Europea contra el Racismo y la Intolerancia del Consejo de Europa.

## Comisario de Derechos Humanos
Su amplia experiencia sobre la materia hizo que el 24 de enero de 2012 la Asamblea Parlamentaria del Consejo de Europa le eligiera como Comisario de Derechos Humanos, siendo la tercera persona que ocupó este cargo tras el español Álvaro Gil-Robles y el sueco Thomas Hammarberg. Muižnieks tomó posesión de cargo el 1 de abril de 2012, teniendo su mandato no renovable una duración de seis años. Le sucedió en el cargo Dunja Mijatović en abril de 2018.